# Anoura caudifer

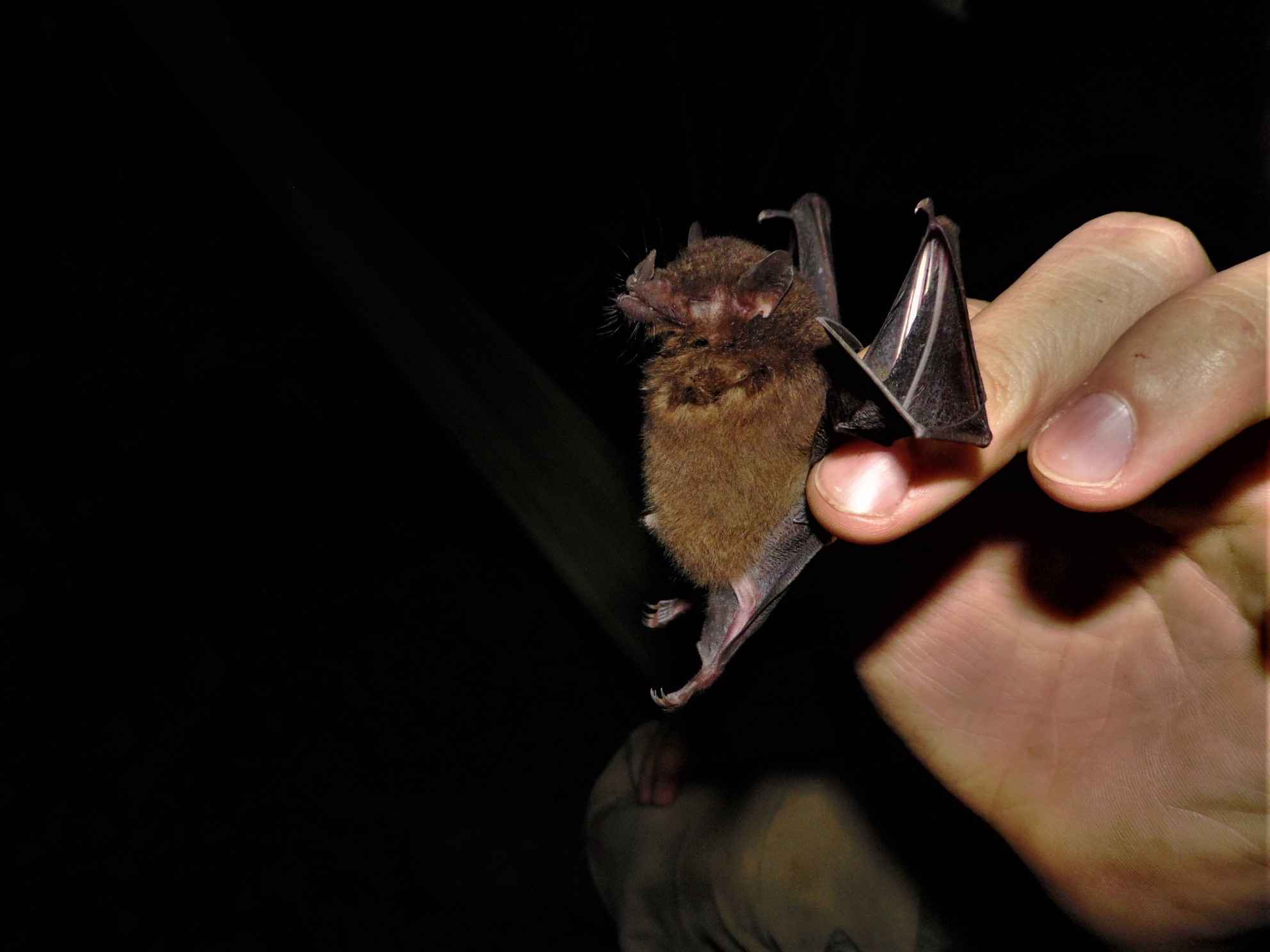

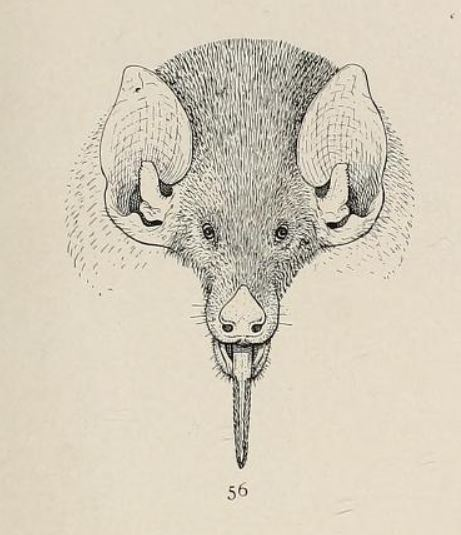

Anoura caudifer é uma espécie de morcego da família Phyllostomidae descrita por É. Geoffroy Saint-Hilaire em 1818.

## Distribuição
Pode ser encontrada na Colômbia, Venezuela, Guiana, Suriname, Guiana Francesa, Brasil, Peru, Equador, Bolívia e Argentina.

## Habitat e Ecologia
Assim como os outros morcegos da subfamília Glossophaginae, Anoura caudifer é um importante polinizador das florestas da América do Sul.
Habita principalmente florestas úmidas de baixada (próximas ao nível do mar), mas com frequência também é encontrada em áreas mais altas e secas. Segundo Sazima et al. (1995) este é talvez o único morcego nectarívoro na Mata Atlântica acima dos 1.000 m de altitude.

## Dieta
A dieta desta espécie é composta principalmente de néctar e pólen, mas frutos e insetos são eventualmente consumidos como forma de repor nutrientes não presentes nas flores.

Dentre as espécies de plantas polinizada por esta espécie, pode-se citar algumas bromélias, malváceas (por ex. Callianthe bedfordiana) e alguns cactos (por ex. Cipocereus sp.).   